# Аркашон (округ)
Аркашон (фр. Arcachon) — округ (фр. Arrondissement) во Франции, один из округов в регионе Аквитания (историческая область Франции). Департамент округа — Жиронда. Супрефектура — Аркашон.
Население округа на 2006 год составляло 128 290 человек. Площадь округа составляет всего 2903 км².